# (4256) Kagamigawa
(4256) Kagamigawa ist ein Hauptgürtelasteroid, der am 3. Oktober 1986 von Tsutomu Seki vom Geisei-Observatorium aus entdeckt wurde.
Der Asteroid wurde nach dem japanischen Fluss Kagami benannt.